# HMS Avenger (1940)
HMS Avenger (D14) – brytyjski lotniskowiec eskortowy typu Avenger. Został przebudowany ze statku handlowego „Rio Hudson”.

## Historia
Stępkę pod motorowy statek towarowo-pasażerski typu C-3 o pojemności 9700 BRT położono 28 listopada 1939 roku w stoczni Sun Shipbuilding and Dry Dock Co. w Chester (Pensylwania) na zamówienie armatora Moore-McCormack Lines, pod numerem budowy 89. Był to kadłub nr 59 według będącej autorem projektu United States Maritime Commission. Statek zwodowano 27 listopada 1940 roku i nadano mu nazwę  m/s „Rio Hudson”. W tym czasie rząd brytyjski poszukiwał statków w celu przebudowy na lotniskowce eskortowe i 31 lipca 1941 roku nieukończony statek został odkupiony przez rząd USA, w celu wypożyczenia Wielkiej Brytanii na podstawie umowy Lend-Lease Act. W stoczni Staten Island Shipyard koncernu Bethlehem Steel w Nowym Jorku został następnie przebudowany na lotniskowiec eskortowy o oznaczeniu BAVG-2. 2 marca 1942 roku okręt został oddany do służby w Royal Navy pod nazwą HMS „Avenger” (znak taktyczny D 14).
Do akcji wszedł we wrześniu tego samego roku biorąc udział razem z krążownikiem przeciwlotniczym HMS „Scylla” oraz dwoma niszczycielami HMS „Onslow” i HMS „Faulknor” w ochronie konwoju PQ-18 płynącego do Archangielska. Na pokładzie „Avengera” stacjonowało 12 myśliwców Sea Hurricane z 802 i 883 Naval Air Squadron oraz 3 Fairey Swordfish z 825 Naval Air Squadron. Rejs nie rozpoczął się szczęśliwie dla okrętu. 8 września 1942 roku, pięć dni po opuszczeniu Scapa Flow stanęły obydwa silniki (powodem było silnie zanieczyszczone paliwo), jednak po trzech godzinach uruchomiono napęd na nowo. Po dopłynięciu na Morze Norweskie układ napędowy ponownie stanął, i tym razem poradzono sobie z awarią. PQ-18 był atakowany przez niemieckie bombowce startujące z norweskich lotnisk. Podczas walk samoloty z „Avengera” zestrzeliły osiem bombowców Heinkel He 111 i Junkers Ju 88, uszkadzając dalsze dwanaście. Utracono cztery własne samoloty, trzy z nich  w wyniku ognia własnych artylerzystów. Swordfishe i okręty eskorty brały udział w zatopieniu trzech U-Bootów. 12 września zatopiono U-88 (HMS „Faulknor”), 14 – U-589 (HMS „Onslow” i Swordfish), 16 – U-457 (HMS „Impulsive”). „Avenger” sam również stał się celem ataków bombowych (jedna ze zrzuconych bomb była przyczyną niegroźnego pożaru na pokładzie lotniskowca) i torpedowych.
Po powrocie „Avenger” wziął udział w operacji Torch, osłaniając aliancki desant w Afryce Północnej. Na pokładzie lotniskowca zaokrętowane były samoloty z 802 i 883 Naval Air Squadron. Współpracując z lotniskowcem HMS „Argus”, „Avenger” tworzył zespół wsparcia Zespołu Wschodniego, którego zadaniem było zajęcie rejonu Algieru. Podczas akcji ponownie dała o sobie znać awaria układu napędowego. Po prowizorycznej naprawie lotniskowiec wraz z HMS „Argus” popłynął do Gibraltaru. 14 listopada jako eskorta konwoju MKFI wyruszył do Wielkiej Brytanii.
W nocy z 14 na 15 listopada 1942 roku, „Avenger” został storpedowany przez U-155. Wewnątrz okrętu doszło do wybuchu zbiorników paliwa (lub komór amunicji) i lotniskowiec szybko zatonął. Z całej załogi uratowało się tylko 12 marynarzy.